# 1054 (numero)
Millecinquantaquattro (1054) è il numero naturale dopo il 1053 e prima del 1055.

## Proprietà matematiche
- È un numero pari.
- È un numero composto da 8 divisori: 1, 2, 17, 31, 34, 62, 527, 1054. Poiché la somma dei suoi divisori (escluso il numero stesso) è 674 < 1054, è un numero difettivo.
- È un numero sfenico.
- È un numero triangolare centrato.
- È un numero palindromo e un numero ondulante nel sistema posizionale a base 15 (4A4).
- È un numero congruente.
- È un numero odioso.
- È parte delle terne pitagoriche (496, 930, 1054), (672, 1054, 1250), (1054, 8928, 8990), (1054, 16320, 16354), (1054, 277728, 277730).

## Astronomia
- 1054 Forsytia è un asteroide della fascia principale del sistema solare.
- NGC 1054 è una galassia nella costellazione dell'Ariete.
- SN 1054 è una Supernova nella costellazione del Toro.

## Astronautica
- Cosmos 1054 è un satellite artificiale russo.